# 上比利希
上比利希是德国莱茵兰-普法尔茨州的一个市镇。总面积5.36平方公里，总人口969人，其中男性479人，女性490人（2011年12月31日），人口密度181人/平方公里。